# بيت السويدي (السبرة)

تعديل مصدري - تعديل

بيت السويدي محلة تابعة لقرية الرخمة، التابعة لعزلة عينان بمديرية السبرة إحدى مديريات محافظة إب في الجمهورية اليمنية.، بلغ تعداد سكانها 104 حسب تعداد اليمن لعام 2004.